# Râul Cuila
Râul Cuila este un afluent al râului Ruda în bazinul râului Suceava.  

## Hărți
- Harta județului Suceava